# 华金·桑切斯·德托卡
华金·桑切斯·德托卡-卡尔沃（西班牙語：Joaquín Sánchez de Toca y Calvo，1852年9月24日—1942年7月13日) ，西班牙保守党政治人物、律师。历任农工商业大臣、海军大臣、恩典与司法大臣、马德里市长等职位，1919年7月-12月担任首相。

## 生平
1852年9月24日出生于马德里的一个贵族家庭，是家里的第二个儿子。毕业于波尔多大学和马德里大学法学专业。
阿方索十二世时期进入政界，1881年加入天主教联盟。1884年当选国会保守党莫拉德鲁维耶洛斯镇议员。1890年被任命为参议院终身议员和西班牙皇家道德与政治学院院士。1896年-1897年担任马德里市长。随后，在阿斯卡拉加内阁中，他被任命为农工商业大臣（1900年10月23日-1901年3月6日）。阿方索十三世亲政后，他在西尔维拉内阁中担任海军大臣（1902年12月6日-1903年7月20日）。随后在毛拉内阁中担任恩典与司法大臣（1903年12月5日-1904年12月16日）和国务委员会主席（1904年12月21日-1905年2月4日）。1907年再次担任马德里市长。
1913年跟随达托反对毛拉引发的保守党分裂。在那些年里，他将政治活动与商业活动结合起来。1914年起担任西班牙糖业公司总裁，直到1935年。1915年6月-10月，11月-1916年3月任参议院议长。
1919年7月20日，他在保守党未能建立集中政府后受命组阁，但因为无法结束社会混乱局势而不得不在危机中辞职。桑切斯·德托卡的内阁仅持续了5个月。1919年12月-1920年10月，1921年1月-1923年4月担任参议院议长。同时担任西班牙皇家道德与政治科学院院长，直到1936年。他的书面作品涉及广泛的社会、政治和法律问题，以及历史问题。
1923年米格尔·普里莫·德·里维拉发动政变后，他退出政坛，并批评军政府的行为。他认为军政府违反了《1876年宪法》。1931年秋，他拒绝了阿方索十三世组建内阁的邀请。西班牙第二共和国成立后，他闭门谢客，不问政事。但在1933年，他接受了《马德里先驱报》记者的采访。在采访中，他对王国和共和国都进行了批评。
1942年7月13日在波苏埃洛-德阿拉尔孔逝世，享年89岁。

## 著作
- 《婚姻：它的自然规律、它的历史、它的社会意义》马德里，1871年
- 《欧洲农业危机及其在西班牙的补救措施》马德里，1887年
- 《保守党的当前危机》马德里，1897年
- 《领导和理想》马德里，1897年
- 《海军改革》马德里，1902年
- 《区域主义、市政主义和中央集权》马德里：A. Vela，1907年
- 《区域主义和中央集权》马德里，1913年
- 《欧洲的反军国主义运动》马德里，1914年